# スルタン・アグン
スルタン・アグン・アディ・プラブ・ハニャクラクスマ（Sultan Agung Adi Prabu Hanyakrakusuma、1593年 - 1645年）は、マタラム王国の第3代スルターン。強大な兵力を背景に近隣諸国を征服し、マタラムの最大版図を築き上げた君主として知られている。

## 生涯

### ジャワ征服運動

スルタン・アグン統治期のマタラム王国の版図

1613年に王位を継承し、翌1614年にスラバヤとマランに侵攻するが、攻略に失敗している。しかし、両国から賠償金を得ることに成功し、それを戦費に充てウィラサバを征服した。1616年にスラバヤがマタラムに侵攻するが、アグンの率いる軍隊はパジャンでスラバヤ軍を撃退した。同年後半にランバン近郊の都市ラセン、1617年にスラバヤ南東部の都市パスルアンを征服した。1619年にはジャワ島で最古・最大の海岸都市トゥバンを占領した。
スラバヤはマタラムにとって長年の敵国であり、アグンの祖父スタウィジャヤ、父パネンバハン・ハニャクラワティもスラバヤを攻略することが出来なかった。アグンは1622年にカリマンタン南西部のスカダナ、マドゥラ島に侵攻し、1624年に征服した。同時期にスラバヤを包囲し、1625年にスラバヤを征服した。スラバヤを攻略したことで、マタラムの領土はジャワ島の中部・東部、マドゥラ島の東端・西端・山岳部を除いた全域を組み込む大帝国となった。
マタラムは農業を基盤とした国家のため、交易を軽視するアグンは海軍力の増強には消極的だった。これは1629年にオランダ東インド会社の拠点バタヴィアを攻撃した際に裏目に出た。アグンは強大な陸軍を保有していたが、海軍が脆弱だったため十分な包囲戦を行えず、バタヴィアの攻略に失敗している。撤退後、アグンはバリ島に侵攻し、ジャワ東部バランバンガンを包囲した。アグンはジャワ全域を支配下に置いたが、バリ島に支配を広げることは出来なかった。これにより、バリ島はイスラム国家が多数存在する中でヒンドゥー教国として存続した。

### 内政
外征を進める一方で、アグンは内政の充実にも力を注いだ。税法を改正し、裁判制度をクルアーンに基くものに改めた。1614年にカルタ宮殿を建造した他、イモギリ陵墓を始めとした多くの公共建築物を建設した。
アグンの功績は取り込んだ領土で実施した行政改革にも見られる。彼は支配領域で革新的で合理的な行政機構を確立させた。バンテンやバタヴィアに面したジャワ西部を中心に藩王領を制定し、貴族たちを藩王に任じて支配権を与えた。この藩王は「ブパティ」と呼ばれ、オランダ領東インドまで存続し、植民地支配の協力者として重用された。

### 反乱
1625年までに、マタラムはジャワ周辺における最大の大国となっていた:31。しかし、国内では反乱が頻発し、1617年にパジャン、1627年にはパティで反乱が起きた。相次ぐ反乱により、マタラムの領土拡大はスラバヤの攻略を最後に止まった。アグンは1630年にクラテン南東部のテムバヤトで反乱を鎮圧するが、1631年から1636年にかけてジャワ西部のスメダン、ウクールの反乱に対処することになった。この間の1628年から1629年にかけて、アグンは再度バタヴィアを包囲するが攻略に失敗している。

### 死去
1632年、アグンはジョグジャカルタ南方15キロメートルの場所にイモギリ陵墓の建造を命じた。この墓地にはアグンと妻バタンや息子などのマタラム王家の他、王家分立後のスルタン家の王族が埋葬されている。1645年春に死去し、王位は息子アマンクラト1世が継承したが、マタラムは中央集権化を目指すアマンクラト1世に反発した貴族によるトゥルノジョヨの乱が勃発し、オランダの介入を招くことになる。

## 評価

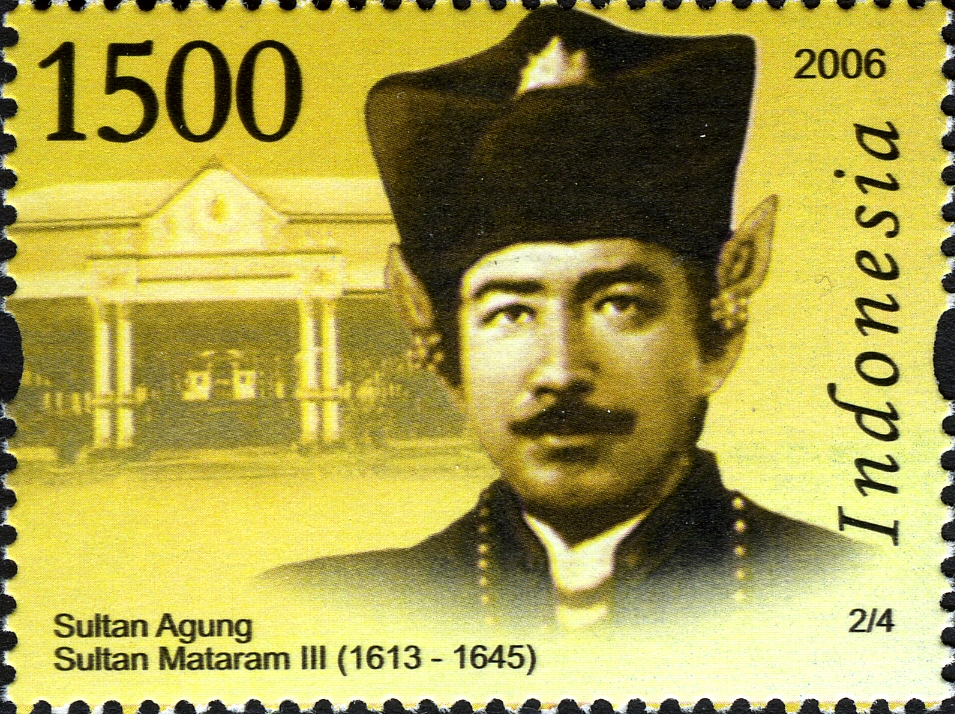
スルタン・アグンが描かれた切手

アグンはベドハヤやガムラン、ワヤン・クリなどの伝統芸能を振興したが、それを裏付ける史料は現存していない。オランダの史料にはジャワの言語による記述が見られるが、解読が困難なため研究が進んでいない。
インドネシアでは、アグンはジャワの統一と近代化の実現、オランダとの闘争を指揮したことで高い評価を得ており、スハルト時代にインドネシア国家英雄の称号を贈られている。また、アグンの初期の活動について検証可能な記録が現存していないため、彼の生涯は神話的・英雄的な物語に彩られている。彼の墓地に巡礼することは幸福を呼ぶとされ、多くの人々が巡礼に訪れている。